# Deafheaven
Deafheaven – amerykański zespół blackmetalowy założony w 2010 roku.
Początkowo działał w San Francisco jako duet wokalisty George’a Clarke’a i gitarzysty Kerry’ego McCoya, którzy nagrali demo i wydali je własnym nakładem. Po jego wydaniu para zrekrutowała trzech kolejnych członków, po czym grupa zaczęła koncertować. Przed końcem 2010 roku zespół podpisał kontrakt z wytwórnią Deathwish Inc., wydając następnie swój debiutancki album Roads to Judah w kwietniu 2011 roku. Drugi album studyjny grupy – Sunbather – zdobył pozytywne recenzje, zostając także jednym z najlepiej ocenianych amerykańskich albumów w 2013 roku. Dotychczas zespół wydał 6 albumów studyjnych.
The Guardian nazwał zespół „symbolem blackgaze’u – grupą, która ma największe szanse spopularyzować black metal wśród szerszej publiczności”.

## Historia

### Powstanie i demo (2010)
Deafheaven powstało w lutym 2010 roku jako projekt George’a Clarke’a i Kerry’ego McCoya. Dwóch muzyków było dawniej członkami deathgrindowej grupy Rise of Caligula. Sam wokalista poinformował, że nie wie, jak wymyślił nazwę zespołu, lecz wiadomo iż złączenie dwóch wyrazów to nawiązanie do Slowdive. W kwietniu tego samego roku w studiu Atomic Garden Studios duet nagrał album demo przy użyciu pożyczonych instrumentów i sprzętu. Wydane cyfrowo i na kasecie demo zawierało 4 utwory utrzymane w stylu łączącym black metal i post-rock. Po pozytywnym odbiorze nagrania duet zrekrutował trzech kolejnych członków: basistę Dereka Prine’a, gitarzystę Nicka Bassetta (członka zespołu Whirl) oraz perkusistę Trevora Deschryvera (zrekrutowanego poprzez Craigslist). Zespół rozpoczął koncertowanie w lipcu 2010 roku.

### Kontrakt wydawniczy iRoads to Judah(2010–2012)
W grudniu 2010 roku zespół ogłosił podpisanie kontraktu z wytwórnią Deathwish Inc. Pierwszym oficjalnym wydaniem grupy był wydany na winylu singel zawierający 2 utwory z demo – Libertine Dissolves oraz Daedalus. Debiutancki album grupy Roads to Judah został wydany 26 kwietnia 2011 roku nakładem Deathwish. Tytuł albumu jest nawiązaniem do działającej w San Francisco linii kolejowej N Judah. Album otrzymał pozytywne recenzje, m.in. od Decibel Magazine, a także został umieszczony na kilku listach najlepszych metalowych albumów roku 2011. Redakcja MSN Music umieściła Deafheaven na liście „najlepszych nowych zespołów 2011 roku”. W lipcu 2011 roku w ramach serii Deathwish Live Series zespół wydał zapis koncertu w The Blacktop w Bell Gardens.
W ramach promocji albumu zespół wystąpił na festiwalach South by Southwest w marcu i Sound and Fury Festival w lipcu 2011 roku. W tym samym roku grupa koncertowała także z zespołami KEN Mode i Russian Circles. W lutym 2012 roku grupa rozpoczęła trasę koncertową po Europie. W tym samym roku grupa wystąpiła na festiwalach Northside oraz Fun Fun Fun.
Jesienią 2012 roku Deafheaven wydało EP wraz z zespołem Bosse-de-Nage nakładem wydawnictwa The Flesner. W tym samym okresie ukazała się reedycja demo z 2010 roku, wydana przez Sargent House.

### Sunbatheri zmiany w składzie (2013–2014)
We wrześniu 2011 roku zespół ogłosił pisanie nowej muzyki. McCoy w wywiadzie opisał nowy materiał jako „szybszy, mroczniejszy, cięższy i dużo bardziej eksperymentalny” niż Roads to Judah. Jednak w grudniu 2012 roku Clarke opisał nowy materiał jako mniej melancholiczny i mniej skupiony wokół black metalu. Nowy album, zatytułowany Sunbather został napisany w całości przez Clarke’a i McCoya. Do zespołu dołączył nowy perkusista, Daniel Tracy. Tytuł albumu symbolizuje wyobrażenie Clarke’a na temat perfekcji. Wokalista opisał, iż tytuł ma reprezentować „dostatnie, piękne, idealne życie które jest naturalnie nieosiągalne oraz trudy radzenia sobie z rzeczywistością z powodu własnych win, problemów w związkach, problemów rodzinnych, śmierci itd.”. Zespół rozpoczął nagrywanie albumu w styczniu 2013 roku z Jackiem Shirleyem w roli producenta. Pierwsza trasa koncertowa promująca była zorganizowana wspólnie z The Secret, odbywała się na przełomie kwietnia i maja 2013 roku w państwach europejskich, w tym Rosji. Następną trasą była trasa po Stanach Zjednoczonych, organizowana wspólnie z Marriages na przełomie czerwca i lipca tego samego roku.
Album ukazał się 11 czerwca 2013 roku. Spotkał się z ciepłym przyjęciem ze strony zarówno słuchaczy, jak i krytyków. W agregatorze Metacritic album osiągnął wynik 92/100 w oparciu o 18 recenzji. W późniejszym okresie Metacritic uznał tenże album za najlepiej oceniany w 2013 roku. Dostał się także na 130. miejsce listy Billboard 200 oraz 10. miejsce listy Billboard Top Hard Rock Albums.
Poza Danielem Tracym do zespołu dołączyli także basista Stephen Clark oraz gitarzysta Shiv Mehra. Clarke i McCoy powiedzieli w wywiadzie, iż poprzedni członkowie odeszli z powodu trudności związanych z grą w zespole.
W 2014 roku zespół głownie koncertował. W marcu tego roku Clarke oraz były basista Derek Prine założyli wytwórnię muzyczną All Black Recording Company. W sierpniu ukazał się singiel From the Kettle onto the Coil, który był częścią Adult Swim Summer Singles Program.

### New Bermuda,Ordinary Corrupt Human Lovei10 Years Gone(2015–2020)
28 lipca 2015 roku grupa ogłosiła wydanie albumu New Bermuda dnia 2 października 2015. Album ukazał się nakładem wytwórni ANTI-. Magazyn Spin ogłosił wydawnictwo 12 najlepszym albumem 2015 roku.
W styczniu 2018 roku zespół ogłosił prace nad nowym albumem, który miałby ukazać się tego samego roku. 17 kwietnia 2018 roku ukazał się singiel „Honeycomb” jako pierwszy promujący nowy album, Ordinary Corrupt Human Love. 12 czerwca ukazał się drugi utwór z albumu, zatytułowany Canary Yellow. Album ukazał się 13 lipca 2018 roku.
7 grudnia utwór Honeycomb został nominowany do nagrody Grammy w kategorii Best Metal Performance.
27 lutego 2019 roku ukazał się utwór Black Brick, B-side z ostatniego albumu. 4 grudnia 2020 roku, z okazji 10-lecia zespołu ukazał się album koncertowy 10 Years Gone, nagrany w studiu Atomic Garden.

### Infinite Granite(2021–2024)
9 czerwca 2021 roku ukazał się singiel Great Mass of Color. Wraz z jego wydaniem zespół zapowiedział nowy album Infinite Granite. 8 lipca ukazał się singiel The Gnashing, a 4 sierpnia ostatni singiel, In Blur. Infinite Granite ukazało się 20 sierpnia 2021 nakładem wytwórni Sargent House. Album zawiera bardziej rockowe, shoegaze’owe brzmienie.
W kwietniu 2023 roku zespół wystąpił na Roadburn Festival jako headliner, grając dwa koncerty. Na pierwszym zagrali cały album Sunbather, a na drugim cały album Infinite Granite.
W lutym 2024 roku Deafheaven ogłosiło podpisanie kontraktu z Roadrunner Records.

### Lonely People with Power(od 2025)
27 stycznia 2025 roku ukazał się singiel Magnolia, promujący nowy album Lonely People with Power. Album ukazał się 28 marca, wraz z teledyskiem do utworu Winona. Album jest powrotem zespołu do black metalu.

## Styl muzyczny
Muzyka Deafheaven była opisywana jako: black metal, blackgaze, post-metal, screamo, shoegaze, post-black metal, oraz art metal. Rolling Stone nazwał styl grupy „przesuwającą granice mieszanką black metalu, shoegaze’u i post-rocka”. Gitarzysta Kerry McCoy przyznał, iż nie uważa zespołu za black metalowy.

## Skład zespołu

### Aktualni członkowie (2025)
- George Clarke – śpiew (od 2010)
- Kerry McCoy – gitara (od 2010)
- Daniel Tracy – perkusja (od 2012)[69]
- Shiv Mehra – gitara (od 2013)[70]
- Chris Johnson – gitara basowa (od 2017)[71]

### Aktualni muzycy koncertowi (2025)
- Ian Waters – gitara (od 2025, zastępstwo za Shiva Mehrę)[72]

### Byli członkowie
- Nick Bassett – gitara (2010–2012)[73]
- Derek Prine – gitara basowa (2010–2012)[74]
- Trevor Deschryver – perkusja (2010–2011)[74]
- Korey Severson – perkusja (2012)[75]
- Joey Bautista – gitara (2012)[75]
- Stephen Clark – gitara basowa (2013–2017)[3][76]

### Byli muzycy sesyjni
- John Cline – perkusja (2010)[77][78]

## Dyskografia

### Albumy studyjne
- Roads to Judah (2011)
- Sunbather (2013)
- New Bermuda (2015)
- Ordinary Corrupt Human Love (2018)
- Infinite Granite (2021)
- Lonely People with Power (2025)